# Mariano Fontana

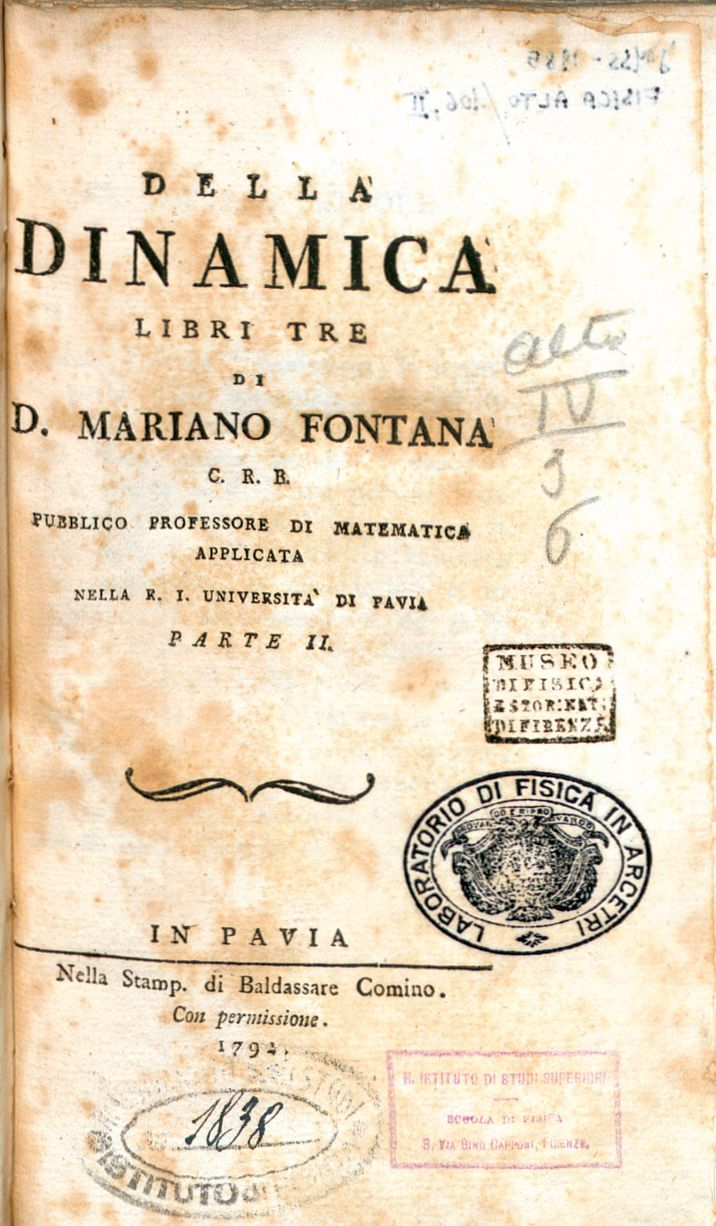
Della dinamica

Mariano Fontana est un mathématicien italien, né a Casalmaggiore le 16 janvier 1746 et mort à Milan le 18 novembre 1808.

## Biographie
Mariano Fontana naquit de parents obscurs dans la petite ville de Casalmaggiore en 1746, les uns disent le 15 janvier, les autres, avec plus de vraisemblance, le 18 février. À seize ans, il entra dans la congrégation des clercs réguliers de Saint-Paul, appelés Barnabites à cause de l’église de Saint-Barnabé dans laquelle ils s’étaient établis à Milan, dès leur origine. Ses progrès brillants et rapides dans leurs écoles en cette ville annoncèrent un beau talent : on l’envoya en 1771 professer la philosophie dans le collège public de Sainte-Lucie à Bologne. Il acquit dans cette chaire une réputation qui le fit connaître en d’autres pays. Le grand-duc de Toscane Léopold l’appela à Livourne pour y enseigner la même science. Mais le comte de Firmian, plénipotentiaire de l’empereur près le gouvernement général de la Lombardie, y ramena bientôt Fontana, en flattant son goût particulier pour les mathématiques, dont il le nomma professeur pour le collège de Mantoue en 1780. Celui-ci accepta d’autant plus volontiers, que la nature l’avait en quelque sorte créé pour être mathématicien. Lorsqu’après la restauration des études de Pavie, le comte de Wilczek, qui avait succédé au comte de Firmian, s’occupa de faire revivre les bonnes études à Milan, il y appela Fontana pour enseigner dans le célèbre collège de la Bréra les mathématiques appliquées à la mécanique et à la statique. Ce fut alors qu’il composa son cours de dynamique, qui servait de texte à ses leçons publiques. L’Université de Pavie ayant besoin d’un professeur des mathématiques appliquées à la mécanique, etc., Fontana fut nommé à cette chaire en 1785 ; il passa ensuite à celle de géométrie et d’algèbre, par suite de quelques tracasseries ; et il continua d’enseigner en cette université jusqu’en 1802, où, ayant droit à la pension d’émérite, il se retira à Milan, dans le couvent de Saint-Barnabé, et c’est là qu’il finit paisiblement ses jours. Sa passion pour les mathématiques ne le détourna jamais de ses devoirs de religieux ; elle ne l’empêcha pas même de se livrer au goût qu’il avait pour d’autres études et pour les arts. Il s’était formé une bibliothèque précieuse et possédait de vastes connaissances en bibliographie. Il avait en outre recueilli un grand nombre de cartons de grands peintres ; et il avait tellement étudié leurs manières diverses, qu’il était en état de fixer les incertitudes des artistes mêmes dans l’attribution d’un tableau à tel grand maître plutôt qu’à tel autre. Cet avantage, ainsi que celui d’être très-versé dans l’histoire de l'art, le rendirent souvent l’oracle de ceux qui cultivent la peinture. Il montra fréquemment qu’il s’était aussi adonné à l’étude de l’anatomie ; et c’était lors des thèses publiques des professeurs de cette science, qu’il venait argumenter comme s’il eût été l’un d’entre eux. Plusieurs Académies, tant étrangères qu’italiennes, se l’étaient associé ; il devint membre de l’Institut national des sciences, lettres et arts du royaume d’Italie, où il était en outre du collège électoral des Dotti. Son principal ouvrage imprimé est son Corso di dinamica, Pavie, 1790, 1792 et 1795 , 3 vol. ou parties in-4°. Les Atti de cet Institut national offrent, dans la 2e partie de leur premier volume, donné au public en 1806, un mémoire par lequel Mariano Fontana essaya de réfuter le Traité analytique da la résistance des solides d’égale résistance, etc., publié à Paris, en 1798, par M. Girard, ingénieur des ponts et chaussées ; et dans le tome second, des Osserrazioni storiche sopra l’aritmetica di Francesco Maurolico. Il résulte de ces observations historiques que ce fut ce mathématicien de Messine, à peine nommé dans l’histoire des mathématiques, qui au 16e siècle introduisit dans les calculs, au lieu de chiffres, des signes plus généraux et les lettres de l’alphabet, et que c’est lui qui a fixé les premières règles de l’algorithme algébrique. On aurait dit que Mariano Fontana craignait que les modernes ne s’enorgueillissent trop de leurs découvertes ; car il chercha plus d’une fois à prouver que ce qu’ils inventaient l’avait été en des temps antérieurs. C’est ainsi qu’il fait honneur aux anciens de plusieurs des méthodes que son ami Mascheroni avait publiées comme neuves dans sa Géométrie du compas ; et il fait voir que le plan même de cet ouvrage n’était pas nouveau, ayant déjà été donné depuis longtemps par Giovanni Battista Benedetti, dans un petit livre qui a pour titre : Resolutio omnium Euclidis problematum aliorumque ad hoc necessarie inventorum, una tantummodo circini data apertura, per Joannem Baptistam de Benedictis inventa, Venise, 1555, apud Barth. Cæsanum.